# 西克羅溫 (明尼蘇達州)
西克羅溫（英語：West Crow Wing）是位於美國明尼蘇達州克羅溫縣的一個未組織地區。

## 地方資料
西克羅溫的面積為118.45平方千米，當中陸地面積為83.10平方千米，而水域面積為35.35平方千米。根據2020年美國人口普查的數據，當地共有人口5424人，而人口密度為每平方千米45.79人。